# Хёргертсхаузен
Хёргертсхаузен (нем. Hörgertshausen) — община в Германии, в земле Бавария. 
Подчиняется административному округу Верхняя Бавария. Входит в состав района Фрайзинг.  Население составляет 1904 человека (на 31 декабря 2010 года). Занимает площадь 21,47 км².